# 梵華樓
梵華樓（穆麟德轉寫：fan hūwa leo），位于宁寿宫区东北端，是清朝紫禁城佛堂之一。

## 历史
梵华楼建于清朝乾隆三十七年（1772年）。梵华楼依照藏传佛教显宗、密宗四部供奉佛像、唐卡、供器，将显宗、密宗集合于一体，体现了藏传佛教格鲁派显密双修的特点。梵华楼内供奉的佛像全面塑造出藏传佛教诸佛菩萨以及护法的形象，为研究藏传佛教造像的重要资料。
梵华楼的建筑及陈设形式为清朝宫廷佛堂的重要模式，清宫档案中称这种模式为“六品佛楼”。

## 建筑
梵华楼位于宁寿宫区最东北端，北倚宁寿宫区北宫墙。梵华楼坐北朝南，二层楼，面阔七间，卷棚歇山顶。
一层的明间供奉旃檀佛铜像，高210厘米。东西各有三室，分别供奉乾隆三十九年（1774年）制造的掐丝珐琅大佛塔6座，佛塔造型各异。佛塔周围的三面墙上挂有通壁大幅唐卡，唐卡上绘有护法神54尊。各室中央都是天井，通向二层。
二层围绕着天井设有紫檀木围栏，一层的珐琅塔顶正位于天井的中央。二层明间供奉木雕金漆宗喀巴像，其他6间分隔成6室，自西向东依次为：一室般若品（显宗部），二室无上阳体根本品（无上瑜伽部父续），三室无上阴体根本品（无上瑜伽部母续），四室瑜伽根本品（瑜伽部），五室德行根本品（行部），六室功行根本品（事部）。每个室主供密宗、显宗主尊铜像，各有9尊，供奉在北墙长案上；东壁、西壁是紫檀木千佛龛，龛内供奉122尊小铜像。6室供佛共计786尊。